# Casimir Johannes Prinz zu Sayn-Wittgenstein-Berleburg
Casimir Johannes Ludwig Otto Prinz zu Sayn-Wittgenstein-Berleburg (ur. 22 stycznia 1917 we Frankfurcie nad Menem, zm. 21 lutego 2010 w Hamburgu) – niemiecki polityk i menedżer, arystokrata z rodu Sayn-Wittgenstein-Berleburg, od 1979 do 1983 poseł do Parlamentu Europejskiego I kadencji.

## Życiorys
Syn Otto Konstantina (1878–1955) i Elisabeth Prinzessin zu Löwenstein-Wertheim-Freudenberg (1890–1963), trzeci z pięciorga dzieci Otto. Po rozwodzie rodziców jego ojczymem został w 1930 żydowski przedsiębiorca Richard Merton. Po ukończeniu szkoły średniej przez dziewięć miesięcy wykonywał prace przymusowe, następnie odbył szkolenie do zawodu bankowca. Pracował jako prokurent fabryki cementu i prowadził własną firmę w Londynie, następnie zatrudniony na kierowniczych stanowiskach w przedsiębiorstwie Frankfurter Metallgesellschaft AG, w tym 22 lata jako wiceprezes. Był założycielem i prezesem oddziału World Wildlife Fund w Niemczech, a także działaczem organizacji społecznych.
Wstąpił do Unii Chrześcijańsko-Demokratycznej, należał do jej konserwatywnego skrzydła Die Deutschen Konservativen. Od 1976 do 1988 był skarbnikiem heskiego CDU. W 1979 wybrano go do Parlamentu Europejskiego, gdzie przystąpił do Europejskiej Partii Ludowej. Z mandatu zrezygnował 30 grudnia 1983. W 2000 ujawniono aferę polegającą na nielegalnym transferze środków z tajnych kont bankowych na konto heskiej CDU, w którą zamieszany był oprócz niego Manfred Kanther i Horst Weyrauch. Dwaj ostatni zostali skazani w procesie, natomiast śledztwo dotyczące defraudacji księcia Sayn-Wittgenstein-Berleburg umorzono w 2005 ze względu na stan zdrowia. Sam książę rozpowszechniał informację, że pieniądze na koncie miały pochodzić od żydowskich spadkodawców i z darowizn.

## Życie prywatne
Trzykrotnie żonaty: od 1939 do 1949 z Ingrid Alsen, od 1950 do 1987 z Iris Ryle i od 1987 do śmierci z Beatrix von Eichel. Doczekał się czwórki dzieci (córki i syna z pierwszego związku oraz dwóch synów z drugiego).